# Stettbrunnen

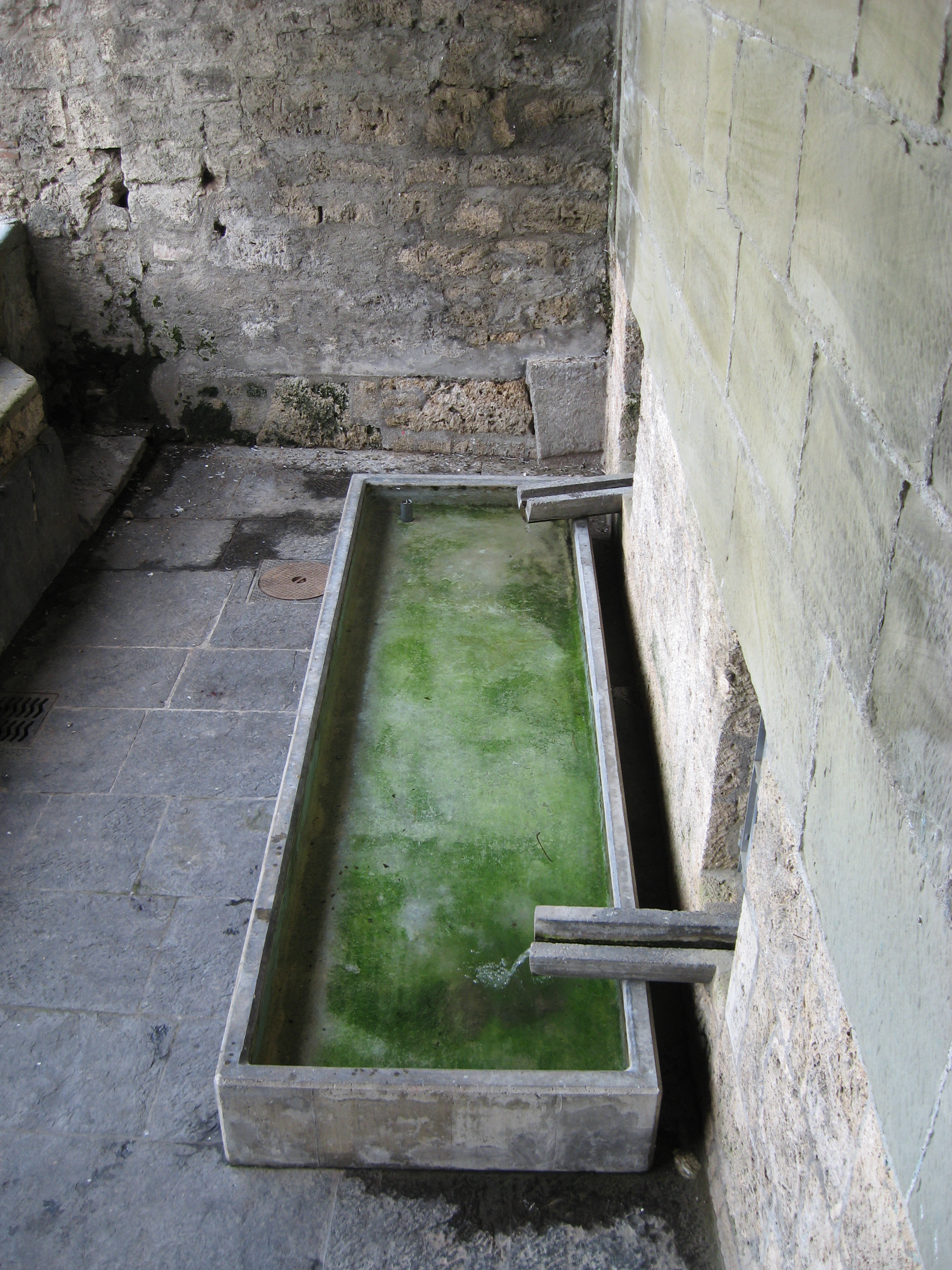
Stettbrunnen

Der Stettbrunnen, ursprünglich ein Quellbrunnen und früher auch als Schlachthausbrunnen bekannt, steht an der Brunngasshalde in der Berner Altstadt und ist der älteste noch erhaltene Brunnen der Stadt Bern, der noch in Betrieb ist.

## Geschichte
Der Stettbrunnen wurde 1377 erstmals erwähnt und gab der Brunngasse ihren Namen. Er bezieht sein Wasser von einer eigenen Quelle, das Grundwasser tritt in einem einstigen nach Norden sich öffnenden Quertobel zutage, das in dem sich südwärts öffnenden Frickgraben sein Gegenstück hatte. Bis 1848 lieferte eine hölzerne Röhre das Quellwasser in einen hölzernen Trog. Von jeher hatte dieser Brunnen auch die Funktion eines Waschhauses. Mitte des 19. Jahrhunderts fanden sich am Brunnen auch die Metzgerknechte ein, die dort die Eingeweide der geschlachteten Tiere reinigten, weshalb der Stettbrunnen zu jener Zeit auch Schlachthausbrunnen genannt wurde. Im Jahre 1855 wurden die Mauern mit Quaderstücken aufgeführt, und anstelle des hölzernen Brunnentroges wurden drei grosse Brunnentröge aus Stein aufgestellt. In den Jahren 1974 und 1975 wurde der Stettbrunnen renoviert.